# Хой (місто)
Хой (перс. خوی, вірм. Հեր, курд. Xoy) — місто на північному заході Ірану, центр шахрестану Хой остану Західний Азербайджан. Розташоване на північ від озера Урмія, за 807 км на північний захід від Тегерана. Населення становить 178 708 осіб (за переписом 2006 року).

## Відомі особистості
В поселенні народився:
- Гераці Мхітар — вірменський лікар.